# Candy Shop (сингл 50 Cent)
«Candy Shop» — другий сингл американського репера 50 Cent з його другого студійного альбому The Massacre. Окремок посів 1-шу сходинку чарту Billboard Hot 100, ставши третім синглом № 1 у кар'єрі виконавця. Пісня отримала неоднозначні відгуки від критиків. Композицію номінували на Ґреммі (2006) в категорії «Найкраща реп-пісня» та на MTV Video Music Awards у категорії «Найкраще чоловіче відео» (2005).
«Candy Shop» — танцювальний трек у помірному темпі. На момент створення продюсер Скотт Сторч перебував під впливом музики Середнього Сходу. Як семпл використано «Love Break» у виконанні The Salsoul Orchestra.

## Передісторія
В інтерв'ю журналу XXL репер Fat Joe заявив, що він допоміг створити пісню під час роботи зі Скоттом Сторчем: «Я впевнений, люди не знають, що насправді ми спродюсували "Candy Shop" разом… Скотт дзвонив мені 50-100 разів із запитанням: "Гей, ти точно не хочеш використати біт? 50 Cent телефонував мені. 50 Cent хоче його". Я ніколи не мав проблем з цим хлопцем. Тож я подумав: 'Нехай'». 50 Cent повідомив: «Я намагався […] писати з чоловічої точки зору, не будучи вульгарним чи непристойним».

## Відеокліп
Режисер: Джессі Терреро. Зйомки відбулися 11-12 січня 2005 в Голлівуді, штат Каліфорнія. За словами 50 Cent: «Ми намагалися зробити щось особливе», оскільки на відео Trick Daddy «Sugar (Gimme Some)» уже використали цукерки. У кліпі знялася Olivia (головна танцівниця) та кілька моделей, зокрема Чессіка Картрайт (доміна), Lyric (медсестра) й Еріка Мена (дівчина у ліжку). Камео: Lil Scrappy, колишня діва WWE та TNA Knockout Крістал Маршалл, Ллойд Бенкс, Young Buck. 2 лютого 2005 відео дебютувало у Total Request Live телеканалу MTV на 9-ій сходинці, воно протрималося в хіт-параді 46 днів. Кліп також зайняв 1-ше місце у чарті MuchMusic.

## Кавер-версії
У 2011 німецький гурт The Baseballs випустив рокабілі-версію «Candy Shop». Пісня посіла 69-ту сходинку австрійського чарту синглів. Полька-попурі «Polkarama!» «Дивного Ела» Янковика увійшла до його студійного альбому Straight Outta Lynnwood (2006).

## Список пісень
- Британський CD-сингл № 1[14]

1. «Candy Shop» — 3:31
2. «Disco Inferno» — 3:34

- Британський CD-сингл № 2[15]

1. «Candy Shop» — 3:34
2. «Candy Shop» (Instrumental) — 3:34
3. «Candy Shop» (Ringtone) — 0:38
4. «Candy Shop» (Music Video) — 3:34

## Чартові позиції
Сингл дебютував на 82-му місці Billboard Hot 100 й провів 9 тижнів на 1-ій позиції, загалом протримавшись 23 тижні в чарті. Окремок також посів 1-ші сходинки у Rhythmic Top 40, Hot Digital Songs, 2-гу в Pop 100, 5-ту в Top 40 Mainstream. У 2006 RIAA надала йому платиновий статус.

### Тижневі чарти
| Чарт (2005)                                   | Найвища позиція |
| --------------------------------------------- | --------------- |
| Австралія (ARIA)                              | 3               |
| Австрія (Ö3 Austria Top 40)                   | 1               |
| Валлонія (Ultratop 50 Валлонія)               | 4               |
| Велика Британія (The Official Charts Company) | 4               |
| Данія (Tracklisten)                           | 4               |
| Європа (European Hot 100 Singles)             | 1               |
| Ірландія (IRMA)                               | 2               |
| Італія (FIMI)                                 | 14              |
| Канада (Canadian Singles Chart)               | 7               |
| Нідерланди (Nederlandse Top 40)               | 4               |
| Німеччина (Media Control AG)                  | 1               |
| Нова Зеландія (RIANZ)                         | 2               |
| Норвегія (VG-lista)                           | 2               |
| США (Billboard Hot 100)                       | 1               |
| US Hot R&B/Hip-Hop Songs (Billboard)          | 1               |
| US Pop Songs (Billboard)                      | 5               |
| US Radio Songs (Billboard)                    | 1               |
| US Rap Songs (Billboard)                      | 1               |
| Угорщина (Mahasz)                             | 4               |
| Фінляндія (Suomen virallinen lista)           | 11              |
| Фландрія (Ultratop 50 Фландрія)               | 1               |
| Франція (SNEP)                                | 8               |
| Швейцарія (Schweizer Hitparade)               | 1               |
| Швеція (Sverigetopplistan)                    | 18              |

### Річні чарти
| Чарт (2005)                                   | Позиція |
| --------------------------------------------- | ------- |
| Австралія (ARIA)                              | 24      |
| Австрія (Ö3 Austria Top 40)                   | 20      |
| Валлонія (Ultratop 50 Валлонія)               | 27      |
| Велика Британія (The Official Charts Company) | 29      |
| Європа (European Hot 100 Singles)             | 12      |
| Ірландія (IRMA)                               | 16      |
| Нідерланди (Nederlandse Top 40)               | 58      |
| Німеччина (Media Control AG)                  | 7       |
| Нова Зеландія (RIANZ)                         | 12      |
| США (Billboard Hot 100)                       | 8       |
| Фландрія (Ultratop 50 Фландрія)               | 14      |
| Франція (SNEP)                                | 79      |
| Швейцарія (Schweizer Hitparade)               | 6       |

| Чарт (2006)                                   | Позиція |
| --------------------------------------------- | ------- |
| Велика Британія (The Official Charts Company) | 178     |

### Чарти десятиліття
| Чарт (2000–2009)             | Позиція |
| ---------------------------- | ------- |
| Німеччина (Media Control AG) | 98      |
| США (Billboard Hot 100)      | 52      |

## Сертифікації
| Країна    | Сертифікація |
| --------- | ------------ |
| Австралія | Платиновий   |
| Німеччина | Золотий      |
| США       | Платиновий   |